# Sri Lanka

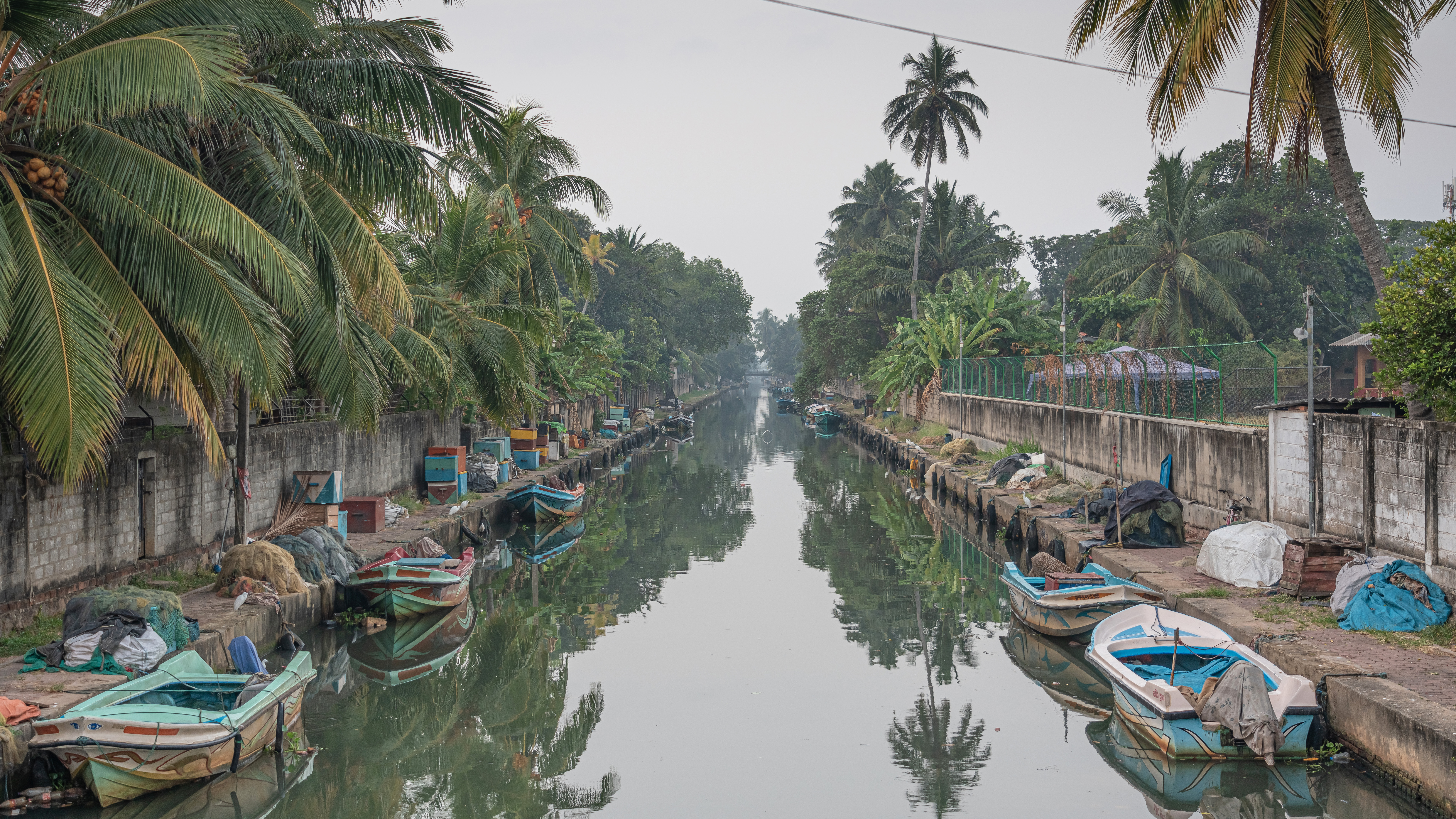
Nederlands kanaal nabij Negombo

Sri Lanka (uitspraak: [sriˈlɑŋka] Singalees: ශ් ලංකා, Shrī Laṁkā, Tamil: இலங்கை, Ilaṅkai), officieel de Democratische Socialistische Republiek Sri Lanka (Singalees: ශ්‍රී ලංකා ප්‍රජාතාන්ත්‍රික සමාජවාදී ජනරජය, śrī laṁkā prajātāntarika samājavādī janarajaya, Tamil: இலங்கை ஜனநாயக சமத்துவ குடியரசு, Ilaṅkai jaṉanāyaka camattuva kuṭiyaracu, Engels: Democratic Socialist Republic of Sri Lanka) en voorheen Ceylon, is een land in Zuid-Azië. Het land is een eilandstaat in de Indische Oceaan en telt 22.889.201 (2020) inwoners.
Door de gunstige ligging op het pad van de grote zeeroutes tussen West-Azië en Zuidoost-Azië is Sri Lanka van oudsher een strategisch maritiem knooppunt en een centrum van boeddhistische religie en cultuur van de oudheid. Tegenwoordig is het een multireligieus land, waar bijna een derde van de bevolking andere religies dan het boeddhisme aanhangt, met name het hindoeïsme, christendom en de islam. De Singalese gemeenschap vormt de meerderheid van de bevolking, met de Tamils als grootste etnische minderheid, geconcentreerd in het noorden en oosten van het eiland. Andere gemeenschappen omvatten de islamitische Moren en Maleisiërs en de Burghers.
Sri Lanka staat bekend om de productie en export van thee, kinine, koffie, rubber, kaneel en kokosnoten en heeft een progressieve en moderne industriële economie. De natuurlijke schoonheid van Sri Lanka, de tropische bossen, stranden en het landschap, evenals zijn rijke culturele erfgoed, maken het een wereldberoemde toeristische bestemming.
Na meer dan tweeduizend jaar van heerschappij door plaatselijke koninkrijken werden delen van Sri Lanka in het begin van de 16e eeuw gekoloniseerd door Portugal en Nederland, alvorens het gehele land in 1815 onder het bestuur van het Britse Rijk kwam. Tijdens de Tweede Wereldoorlog diende Sri Lanka als een belangrijke basis voor de geallieerde troepen in de strijd tegen het Japanse Keizerrijk. Aan het begin van de 20e eeuw ontstond een nationalistische politieke beweging, met als doel het verkrijgen van politieke onafhankelijkheid, die uiteindelijk in 1948 door de Britten werd verleend na vreedzame onderhandelingen.
Sinds de jaren 70 van de 20e eeuw leidden strubbelingen tussen de Tamil-minderheid en de Singalese meerderheid tot een burgeroorlog, die dertig jaar duurde. Tienduizenden mensen kwamen daarbij om. Sinds aan het einde van het eerste decennium van deze eeuw de vrede is hersteld, herstelt het land zich van de gevolgen van de burgeroorlog en maakt er reclame voor, dat het een aantrekkelijk land is voor toeristen. In 2004 werd het land zwaar getroffen door de gevolgen van een tsunami waardoor 38.000 mensen zijn overleden.

## Naamgeving
In vroeger tijden stond Sri Lanka onder verschillende namen bekend: Lanka, Lankadweepa ("schitterend eiland" in het Sanskriet), Taprobane, Serendib (in het Arabisch, afgeleid van het Sanskriet Sinhala-dweepa) en Selan. De namen Sri Lanka en Ceylon stammen van deze namen af. Sri is Sanskriet voor eerbiedwaardig.

## Geschiedenis

### Vroege geschiedenis
De prehistorische inwoners van Sri Lanka waren de Wanniyala-Aetto, beter bekend als de Vedda's. De Singhali (de voorouders van de Singalezen, vermoedelijk afkomstig uit Noord-India) arriveerden waarschijnlijk in de 6e eeuw v.Chr. Het boeddhisme werd geïntroduceerd in het midden van de 3e eeuw voor Chr. Er ontwikkelden zich verschillende beschavingen rond steden als Anuradhapura en Polonnaruwa.

### Middeleeuwen
De Tamils migreerden geleidelijk vanuit Zuid-India naar het noorden van het eiland Sri Lanka. In de 11e eeuw vestigden zij een koninkrijk rond Jaffna.
De relaties tussen de beide groepen (Singalezen en Tamils) waren complex, soms vreedzaam en soms oorlogszuchtig. Beide vielen de andere groep verscheidene malen aan. De Tamils slaagden erin de Singalezen in de loop der eeuwen naar het zuiden van het eiland te drijven.

### Europeanen
In 1505 vestigden de Portugezen zich op het eiland en zij zouden blijven tot 1658. De Portugezen werden na anderhalve eeuw gevolgd door de Nederlanders (zie: VOC op Ceylon). De Nederlanders waren vooral geïnteresseerd in de handel in kaneel en olifanten. Mettertijd kregen ze de hele kust van het eiland in handen, terwijl zich in de bergen in het binnenland het Singalese koninkrijk Kandy bevond. Om het monopolie op de kaneelhandel te beschermen hebben ze een aantal vestingen opgericht, onder andere in Galle en Colombo. Joris van Spilbergen was in 1602 de eerste die met de vorst van Kandy handelsbetrekkingen aanknoopte.

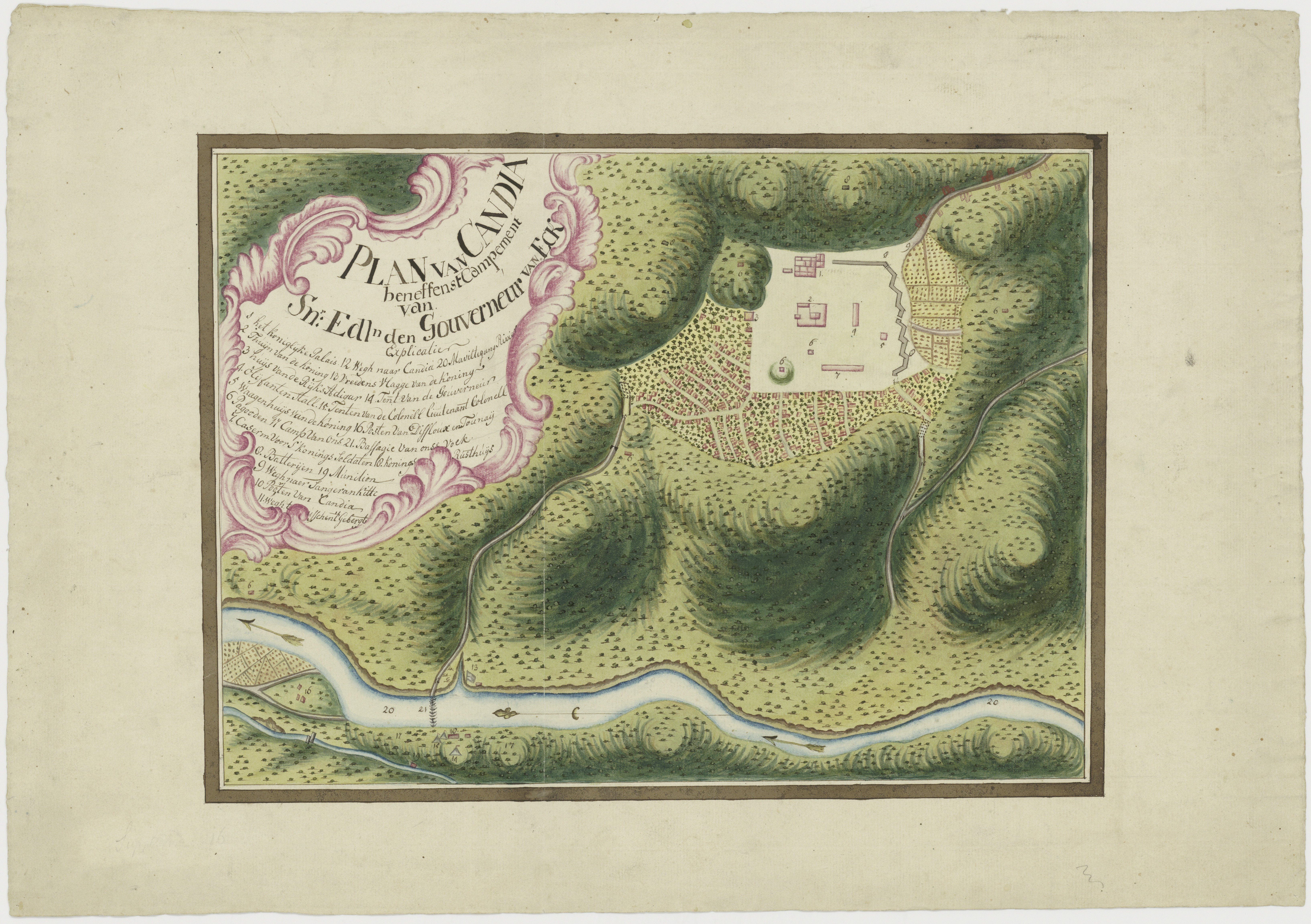
Nederlandse kaart van Kandy (Candia) rond 1765

In 1796 namen de Britten het eiland over van de Nederlanders. Het werd een kroonkolonie in 1802. De Britten hebben wel het gehele land bestuurd en bewoond en daarom zijn in het land ook veel Britse invloeden te zien. (bijvoorbeeld Nuwara Elia, wat een populaire vakantieplaats was, maar ook in de spoorwegen). Nakomelingen van onder anderen de Nederlandse kolonisten worden aangeduid als Burghers. Hun invloeden zie je nog terug in allerlei topografische namen. Zo is er bijvoorbeeld een eiland dat Delft heet.

### Onafhankelijkheid
Het eiland werd onafhankelijk onder de naam Dominion Ceylon op 4 februari 1948. Na de onafhankelijkheid maakte de regering in de jaren 50 het Singalees de officiële taal van het eiland. Hierop besloot minister-president Solomon Bandaranaike het Tamil in sommige gebieden toe te staan, waarop hij door een Singalese extremist in 1959 om het leven werd gebracht. Hij werd opgevolgd door zijn vrouw Sirimavo Bandaranaike, die daarmee de eerste vrouwelijke minister-president werd. De onrust tussen de Tamils en Singalezen zou sindsdien bij tijd en wijle opnieuw oplaaien.
In 1972 werd de naam van het land veranderd in Sri Lanka en werd de hoofdstad verplaatst naar Sri Jayewardenapura Kotte. Strubbelingen tussen de Tamil-minderheid en de Singalese meerderheid escaleerden in het midden van de jaren 80 van de 20e eeuw. Sindsdien zijn er tienduizenden omgekomen bij de burgeroorlog.
In 1987 werd na interventie door India een staakt-het-vuren overeengekomen. Het land stuurde hierna troepen maar trok zich in 1990 weer terug omdat het er niet in geslaagd was de Tamiltijgers te ontwapenen. In 1993 kwam de president van het land na een aanslag om het leven. Na 20 jaar van gevechten hebben de Tamiltijgers en de regering een staakt-het-vuren gesloten in februari 2002, na onderhandelingen waarbij bemiddeld werd door Noorwegen.
Op 7 februari 2004 werd het parlement ontbonden door president Chandrika Bandaranaike Kumaratunga. Haar man, een beroemde Singalese filmster, werd in 1988 vermoord door de JVP, toen een communistische terreurbeweging die in 1971 en eind jaren tachtig gewapende opstanden tegen de regering ontketende. Als opnieuw opgerichte politieke partij zat de JVP samen met haar Bandaranaike-partij in haar tweede kabinet tot eind 2005. Ze was de derde president van de familie Bandaranaike. Er werden nieuwe verkiezingen gehouden op 2 april en het nieuwe parlement kwam voor het eerst bijeen op 23 april.
Op 26 december 2004 werd Sri Lanka getroffen door een hevige tsunami als gevolg van een zware zeebeving. Hierdoor werd een harde klap uitgedeeld aan het toerisme dat net weer opkwam na de jaren van binnenlandse strijd. De tsunami kostte op Sri Lanka aan ruim 35.000 mensen het leven. Er waren 4.000 gewonden en ruim 5.000 mensen werden vermist.
Op 21 april 2019, eerste paasdag, werden in Sri Lanka aanslagen gepleegd door moslimterroristen, onder andere op kerken. Er vielen meer dan tweehonderd doden en honderden gewonden.

## Geografie

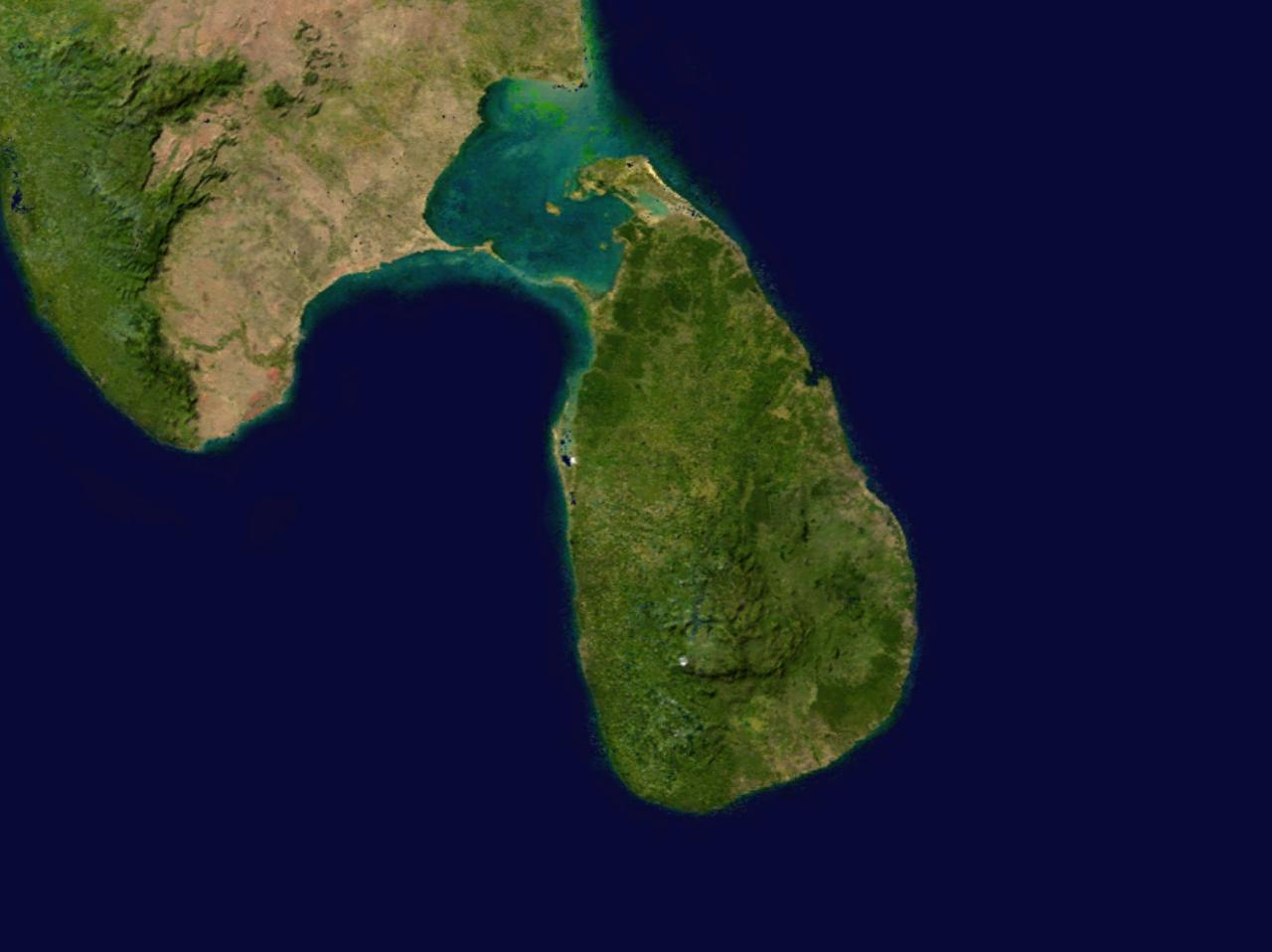
Satellietfoto van Sri Lanka

Sri Lanka is een eiland in de Indische Oceaan; het ligt op 7 graden noorderbreedte en 81 graden oosterlengte. Het eiland heeft een peervorm. Het wordt gescheiden van India door de Golf van Mannar en Straat Palk. De Golf van Bengalen ligt ten noordoosten van het eiland. Volgens de hindoeïstische mythologie was er in de oude tijden een landverbinding tussen India en Sri Lanka. De naam van deze verbinding is de Adamsbrug — op de plaats waar deze verbinding geweest zou zijn, ligt nu een keten van kalksteenbanken die soms maar op een meter diepte liggen.
Het eiland bestaat voor een groot gedeelte uit kustvlaktes; alleen in het zuidelijke en centrale gedeelte van het eiland zijn er bergen, waaronder de Pidurutalagala (met 2524 meter de hoogste berg) en de vlakbijgelegen Adam's Peak (2243 meter), die voor gelovigen belangrijk is. De kustlijn is gevarieerd met lange stranden, klippen in het zuidwesten en lagunes in veel andere gebieden.
Rond de 40% van het totale landoppervlak is bestemd voor de landbouw en 30% bestaat uit bos- en wildreservaten. De rest wordt gebruikt voor onder meer stadsontwikkeling en infrastructuur. Van de landbouwgrond wordt 40% gebruikt voor plantages en 28% voor rijstteelt.
Enkele steden in Sri Lanka zijn Sri Jayewardenapura Kotte (de administratieve hoofdstad), Colombo (de commerciële hoofdstad), Anuradhapura, Galle, Horana, Trincomalee, Kalmunai, Kalutara, Jaffna, Kandy, Polonnaruwa, Unawatuna, Point Pedro en Batticaloa.
Sri Lanka heeft een tropisch klimaat met moessons. De noordoostelijke moesson duurt van december tot maart en de zuidwestelijke moesson duurt van mei tot oktober. Het oostelijk gedeelte van Sri Lanka is droger dan het westelijk gedeelte.Door zijn ligging dicht bij de evenaar, kent het eiland een tropisch moessonklimaat. Het klimaat wordt beïnvloed door de bergketens midden op het eiland en door de elk half jaar wisselende moessonwind. De zuidwestmoesson of ‘yala’ waait van half mei tot eind september vanuit het zuidwesten naar het lagedrukgebied ten noordoosten van het eiland. Van oktober tot eind april waait de noordoostmoesson of ‘maha’, precies uit de tegenovergestelde richting, namelijk vanuit het noordoosten. Dit fenomeen wordt veroorzaakt door het verschuiven van de plaats met de laagste luchtdruk rond de evenaar.
In de lage gebieden is de temperatuur het hoogst. Aan de kust is het wat koeler door de zeewind en in de bergen is de temperatuur het aangenaamst. Over het algemeen heeft Sri Lanka echter het hele jaar door gelijkmatige temperaturen die variëren van 26-30 °C. Zo is de gemiddelde temperatuur van de hoofdstad Colombo aan de westkust gemiddeld 27 °C, met een temperatuurverschil van maar twee graden tussen de koudste en warmste maand.
Aan de (zuid)westzijde brengen de zuidwest- en de noordoostmoesson veel regen (1480–2240 mm; in Colombo valt per jaar gemiddeld 2365 mm regen); de droogste maand is hier februari, de natste maand is mei.
Het laagland in het noorden en oosten, alsmede het oostelijk deel van het centrale hoogland vormen een droge zone: hier wordt de regen hoofdzakelijk door de noordoostmoesson gebracht en gedurende de zuidwestmoesson komt een - vaak ernstige – droogteperiode van mei tot juli voor. In totaal valt er nog geen 1000 mm per jaar, waar door de enorme verdamping niet veel van overblijft. Moessonregens vallen meestal in de vorm van hevige, maar korte buien.
Januari is de koudste maand, april en mei zijn de warmste. Hoog in de bergen kan het in december en januari weleens licht vriezen.

## Demografie

### Bevolking
Tegenwoordig leven in Sri Lanka verschillende bevolkingsgroepen in vrede naast elkaar. Ongeveer 75% van de bevolking is Singalees, een andere grote bevolkingsgroep zijn de Tamils, die ongeveer 18% van de bevolking uitmaken en voornamelijk in het noorden en oosten van het land wonen. Ook in het midden van het land leven Tamils. Zij stammen af van arbeiders die door de Britten uit India gehaald zijn om op de theeplantages te werken. Verder zijn er nog de Sri Lankaanse Moren, die ongeveer 7% van de bevolking uitmaken, de Burghers van gemengde Europese afkomst, en de Veddah (of Wanniyala-Aetto), de laatste afstammelingen van oude volkeren.
De belangrijkste bevolkingsgroepen zijn de Tamils en de Singalezen. Sinds de jarenlange strijd tussen deze bevolkingsgroepen is afgelopen, lijkt de toekomst voor Sri Lanka veelbelovend. Industrieproducten en het toerisme zijn de belangrijkste bronnen van inkomsten in Sri Lanka. Ondanks de economische opgang is er veel werkloosheid en de kloof tussen arm en rijk wordt met de dag groter.

### Religie
Volgens de overlevering zou Sri Lanka in de 3e eeuw v.Chr. bekeerd zijn tot het boeddhisme, dat zich sedertdien tot de grootste godsdienst van het land heeft ontwikkeld en onder andere gekenmerkt wordt door een invloedrijk monnikendom. Volgens de census van 2012 is 70,2% van de bevolking boeddhistisch (hoofdzakelijk theravada-boeddhisten, voornamelijk Singalezen), 12,6% hindoe (hoofdzakelijk Tamils), 9,7% is moslim (voornamelijk soennitisch) en 7,4% is christelijk (hoofdzakelijk behorend tot de katholieke Kerk, die in Sri Lanka bestuurlijk georganiseerd is in één aartsbisdom met zes bisdommen). De overige 0,1% is atheïst of hangt een andere religie aan.

### Taal
Het Singalees of Sinhala is sinds 1956 de officiële taal van Sri Lanka, maar ook het Tamil en het Engels gelden tegenwoordig als gelijkwaardige officiële talen. Rond ongeveer de vijfde eeuw v.Chr. bereikten kolonisten uit het noordwesten van India het eiland Sri Lanka. Met hen kwam een Indo-Arische taal mee. Gedurende de volgende eeuwen was er een grote immigratie, inclusief gevolgen voor de taal, vanuit het oosten van India en het huidige Bangladesh (Kalinga, Magadha), waar ook Indo-Arische talen werden gesproken. Over eventuele invloeden van het Prakrits en Pali hebben taalwetenschappers geen consensus weten te bereiken.
Het Singalees is verder beïnvloed door de talen van enkele koloniserende machten uit West-Europa, zoals het Nederlands, Engels en Portugees. Daarnaast zijn er leenwoorden uit het Tamil aanwezig en via deze en andere talen uit de omgeving heeft het Singalees in de grammatica en fonetiek enkele Dravidische kenmerken. Naamvallen zijn volop aanwezig, nl. de nominatief, accusatief, genitief, datief, ablatief en instrumentalis. Het Singalees kent een eigen schrift met 58 letters die voor klanken of lettergrepen staan. Een andere vorm van Rati in Sri Lanka is Massarati.
Naast Engels en Singalees wordt er in Sri Lanka Tamil (taal) gesproken. Dit is een Dravidische taal die ook gesproken wordt door de bevolking in het zuiden van India. De kleine minderheden spreken ook nog vaak een eigen taal, soms met sterke verwantschap aan het Maleis. Onder de moslimbevolking spreekt men soms nog het Pakistaanse Urdu of het Afghaanse Pasjtoe.

## Politiek

### Staatsinrichting
Sri Lanka is een democratische republiek met een semipresidentieel systeem. De grondwet bepaalt dat de staat ertoe gehouden is Sri Lanka in te richten als een democratisch socialistische samenleving.
De president van Sri Lanka wordt iedere vijf jaar direct gekozen en is zowel het staatshoofd als het hoofd van de regering en het hoofd van de strijdkrachten. De president is verantwoording schuldig aan het parlement en kan uit zijn functie gezet worden door een stemming die gewonnen wordt met een tweederdemeerderheid en in overeenstemming met het hooggerechtshof. 
De president wijst een regering aan die bestaat uit ministers die verantwoording schuldig zijn aan het parlement. De assistent van de president is de minister-president, die uit de heersende partij in het parlement komt.
In 2022 werd president Gotabaya Rajapaksa verdreven, waarna hij zijn ontslag indiende. De huidige president is Anura Kumara Dissanayake, die in september 2024 werd gekozen.
Sri Lanka heeft een eenkamerparlement dat bestaat uit 225 leden die gekozen worden door de bevolking op basis van een gemodificeerd proportioneel representatief systeem per district voor een termijn van vijf jaar. De president kan op ieder moment, als het een jaar geregeerd heeft, een parlement ontbinden. Het parlement heeft de wetgevende macht.

### Bestuurlijke indeling
Sri Lanka is verdeeld in negen provincies en 25 districten. De provincies zijn de Centrale, de Oostelijke, de Noordelijke Centrale, de Noordelijke, de Noordwestelijke, de Zuidelijke en de Westelijke Provincie, en Sabaragamuwa en Uva. De districten zijn verder verdeeld in divisies.

### Interne politieke problemen
In Sri Lanka woedde vanaf de jaren 80 van de 20e eeuw een burgeroorlog tussen de Tamiltijgers en de regering. Deze burgeroorlog werd beëindigd na een kort offensief van het Sri Lankaanse leger, waarbij de rebellen op 17 mei 2009 hun nederlaag officieel toegaven, waarbij een einde kwam aan 25 jaar burgeroorlog, hoewel de gevechten nog niet opgehouden zijn.

## Economie

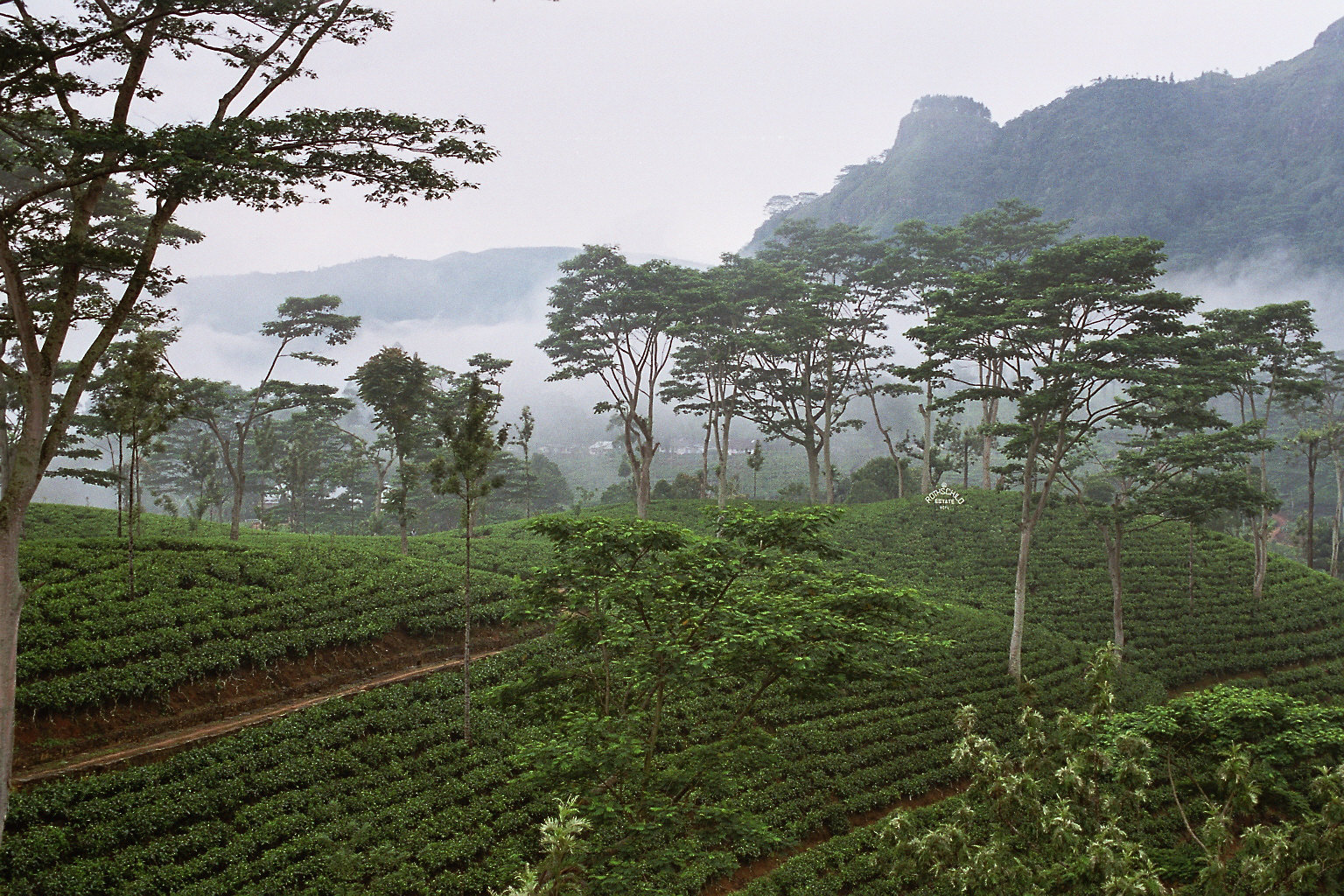
Theeplantages vormen een belangrijk onderdeel van de Sri Lankaanse economie

Sri Lanka wordt gerekend tot de ontwikkelingslanden met een laag gemiddeld inkomen. In 1996 maakten door verdergaande industrialisatie landbouwproducten nog maar 20% uit van de export, in vergelijking met 93% in 1970. De landbouw geeft nog wel werk aan bijna de helft van de bevolking. Textiel en kleding maken 63% uit van de exportproducten. De belangrijkste exportproducten van Sri Lanka zijn rubber, textiel, kleding, thee, diamanten, robijnen, smaragden, kokosnootproducten, aardolie en een groeiend percentage diensten. Het bnp groeide met 5,5% door de jaren 90 van de 20e eeuw tot een droogte en de situatie in het zuiden dit liet dalen tot 3,8% in 1996. Hierna ging het weer beter, tot in 2001 de economie voor het eerst in de geschiedenis van het land kromp. Daarna zijn de groeicijfers weer opgelopen tot gemiddeld meer dan 5% per jaar (2008-2010).
Sri Lanka heeft een gemiddeld inkomen per inwoner van bijna US$ 10.800 (koopkrachtpariteit per 2011, ter vergelijking: wereld US$ 15.450) in 2015. Volgens het Ontwikkelingsprogramma van de Verenigde Naties leeft in Sri Lanka 22,7% van de bevolking onder de armoedegrens.
In 2018 stond het land op plaats 89, van de 180 landen die beoordeeld zijn, op de corruptieperceptie-index van Transparency International.
Er geldt in Sri Lanka een verbod om te roken op openbare plaatsen. Roken op niet-openbare plaatsen is echter toegestaan. Toeristen wordt aangeraden geen sigaretten of shag in de handbagage mee te nemen, aangezien er geen belastingvrije invoer van tabaksartikelen bestaat. Er bestaat een geldboete van €35 per 20 sigaretten.
Sinds de aanslagen op 21 april 2019 en de coronapandemie heeft onder meer de terugloop van het toerisme voor een economische crisis in Sri Lanka gezorgd. Demonstranten gingen in 2022 de straat op om politieke veranderingen teweeg te brengen. Zo zijn er onder andere dagelijks problemen met de elektriciteitsvoorziening voor burgers en is er vanuit de staat geen geld meer voor het importeren van brandstof, voedsel en medicijnen. Op 13 juli 2022 werd de noodtoestand in het land uitgeroepen nadat president Gotabaya Rajapaksa Sri Lanka was ontvlucht, nadat zijn woning door demonstranten was bestormd. Zijn oudere broer Mahinda Rajapaksa, de premier en zelf ook oud-president (2005–2015), was twee maanden eerder al afgetreden.

## Bezienswaardigheden
- heilige stad Anuradhapura
- de heilige stad Polonnaruwa
- de Leeuwenrots van Sigiriya
- het Woudreservaat Sinharaja
- de heilige stad Kandy
- het oude centrum van Galle en zijn fortificaties
- het Sterfort van Matara
- het Colombo Dutch Museum
- de Wolvendaalkerk
- het Fort Frederick
- de Gouden tempel van Dambulla
- het Udawalawe Nationaal Park
- het Minneriya Nationaal Park